# Caridina kilimae
Caridina kilimae is een garnalensoort uit de familie van de Atyidae. De wetenschappelijke naam van de soort is voor het eerst geldig gepubliceerd in 1898 door Hilgendorf.